# De Geer af Tervik
De Geer af Tervik var en svensk friherrlig adelsätt. Den är förgrenad ur den adliga ätten De Geer. Otto Wilhelm De Geer upphöjdes 1766 till friherre, och lade till Tervik i sitt namn, efter hans gods i Nyland. Ätten utslocknade i och med att hans son upphöjdes till greve.
De Geer till Tervik var en svensk och finländsk grevlig adelsätt, förgrenad ur den friherrliga ätten De Geer af Tervik. Friherre Robert Wilhelm De Geer af Tervik upphöjdes 1809 till greve av tsaren, och introducerades på Finlands riddarhus under namnet De Geer till Tervik. Släkten utslocknade 1855 på svärdssidan med Robert Wilhelms son, Robert Otto Vilhelm, avliden 18 oktober 1855 på en marsch i Deretzin i Polen, och på spinnsidan med den sistnämndes dotter Lovisa Fredrika Adelaide.

Tervik i Pernå.

## Kända medlemmar av ätten
- Otto Wilhelm De Geer af Tervik
- Robert Wilhelm De Geer till Tervik

## Refersenser
1. 1 2 3 4  ”De Geer af Tervik nr 271 - Adelsvapen-Wiki”. www.adelsvapen.com. https://www.adelsvapen.com/genealogi/De_Geer_af_Tervik_nr_271. Läst 4 september 2023.